# Association of MBAs
L'Association of MBAs (nome inglese per Associazione dei Master in Business Administration) è un'organizzazione che si occupa di accreditare corsi di studio postlaurea offerti da business school internazionali. La sua differenza principale rispetto alla statunitense AACSB o l'europea EQUIS risiede nel fatto che l'accreditamento riguarda gli specifici programmi offerti agli studenti invece che la scuola nella sua interezza.
L'AMBA accredita scuole che offrono Master in Business Administration, dottorati in economia aziendale e Masters in Business and Management: in totale, sono stati ad oggi accreditati oltre 189 istituzioni di oltre 46 paesi (gennaio 2012).
L'AMBA è anche un membro di diverse associazioni di allievi ed ex-allievi delle diverse scuole accreditate, facendo parte di un network di oltre 9000 persone.

## Storia
L'AMBA fu fondata nel 1967 da 8 diplomati inglesi di Harvard e della Wharton School che riconobbero il valore intrinseco di un MBA ma una scarsa conoscenza dei programmi in Europa. L'associazione nacque come "Business Graduates Association" (BGA) e la sua fondazione concise con la fondazione nel Regno Unito delle business schools di Londra e Manchester, nonché con la crescita della formazione manageriale nel resto d'Europa presso lIESE Business School e l'INSEAD. La BGA si sviluppò poi nella "Association of MBAs" che iniziò a accreditare un crescente numero di programmi negli anni 1970 e 1980.

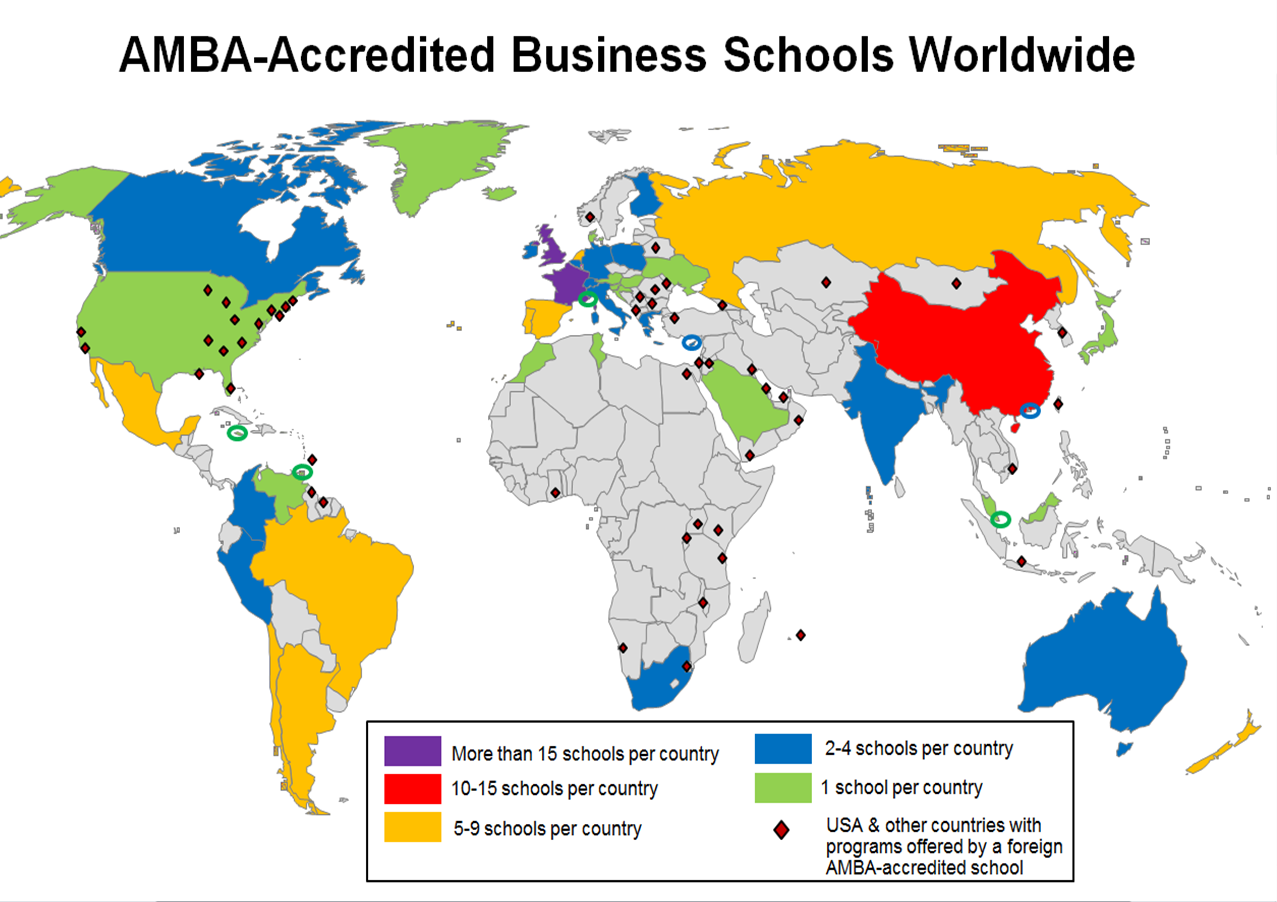
AMBA-accredited Business Schools Worldwide